# 8+9
8+9是2010年代在臺灣新興的詞彙，源自當地民俗「八家將」的臺語發音。因刻板印象中八家將陣頭參與者多為社會經濟地位與學歷較低的年輕男性（年輕女性則稱為89妹），且不少與黑道有連結，就被網民用來指代社會經濟地位與學歷較低的年輕男性，而不再用來指稱八家將陣頭。
臺灣解嚴後，許多家將陣頭被黑道操控，組成陣頭的成員多為社會經濟地位與學歷較低的年輕男性。家將除了參與宗教、民俗活動外，社會新聞報導也出現不少以家將為名，涉及聚眾鬥毆、使用毒品和販毒、飆車、誤人子弟、誘拐少女、暴力討債、性侵害與犯罪集團和詐騙集團，逼良為娼為生計。而這也導致了許多對8+9強烈且難以改變的負面刻板印象。
約2010年代，這個用語開始在網路文化中，被網民用來指代社會經濟地位與學歷較低的年輕男性與女性（89妹）。這個用語在當地具有負面意涵，與「不良少年」或「屁孩」意義近似。有評論認為，被稱為「8+9」的群體，其行為也常不符合社會多數道德價值，例如會聚眾鬥毆、飆車、吸毒、直銷和詐騙，或在網路上「嗆聲」與人筆戰。